# Zhang Li (tafeltennisster)
Zhang Li, Chinees: 张立, (3 mei 1951 – 13 februari 2019) was een Chinees professioneel tafeltennisster. Zhang was haar achternaam.
Zij won tien medailles op de wereldkampioenschappen tafeltennis tussen 1973 en 1979. Na haar spelersloopbaan emigreerde zij met haar man Li Zhenshi naar de Verenigde Staten en begon daar een tafeltennisschool.

## Belangrijkste resultaten
- WK
  -  Goud met het team in 1975 in Calcutta.
  -  Goud met het team in 1977 in Birmingham.
  -  Goud met het team in 1979 in Pyongyang.
  -  Goud in het vrouwen dubbelspel in 1979 in Pyongyang met Zhang Deying.
  -  Zilver met het team in 1973 in Sarajevo.
  -  Zilver in het vrouwen enkelspel in 1975 in Calcutta.
  -  Zilver in het vrouwen enkelspel in 1977 in Birmingham.
  -  Brons in het vrouwen enkelspel in 1973 in Sarajevo.
  -  Brons in het gemengd dubbelspel in 1975 in Calcutta met Liang Geliang.
  -  Brons in het vrouwen dubbelspel in 1977 in Birmingham met Ge Xinai.

- Gemeinsame Normdatei: 1154606961
- Virtual International Authority File: 4100152139986711100005
- WorldCat: E39PBJjt8rfbKb4rqFWgCg384q